# Conglomerado

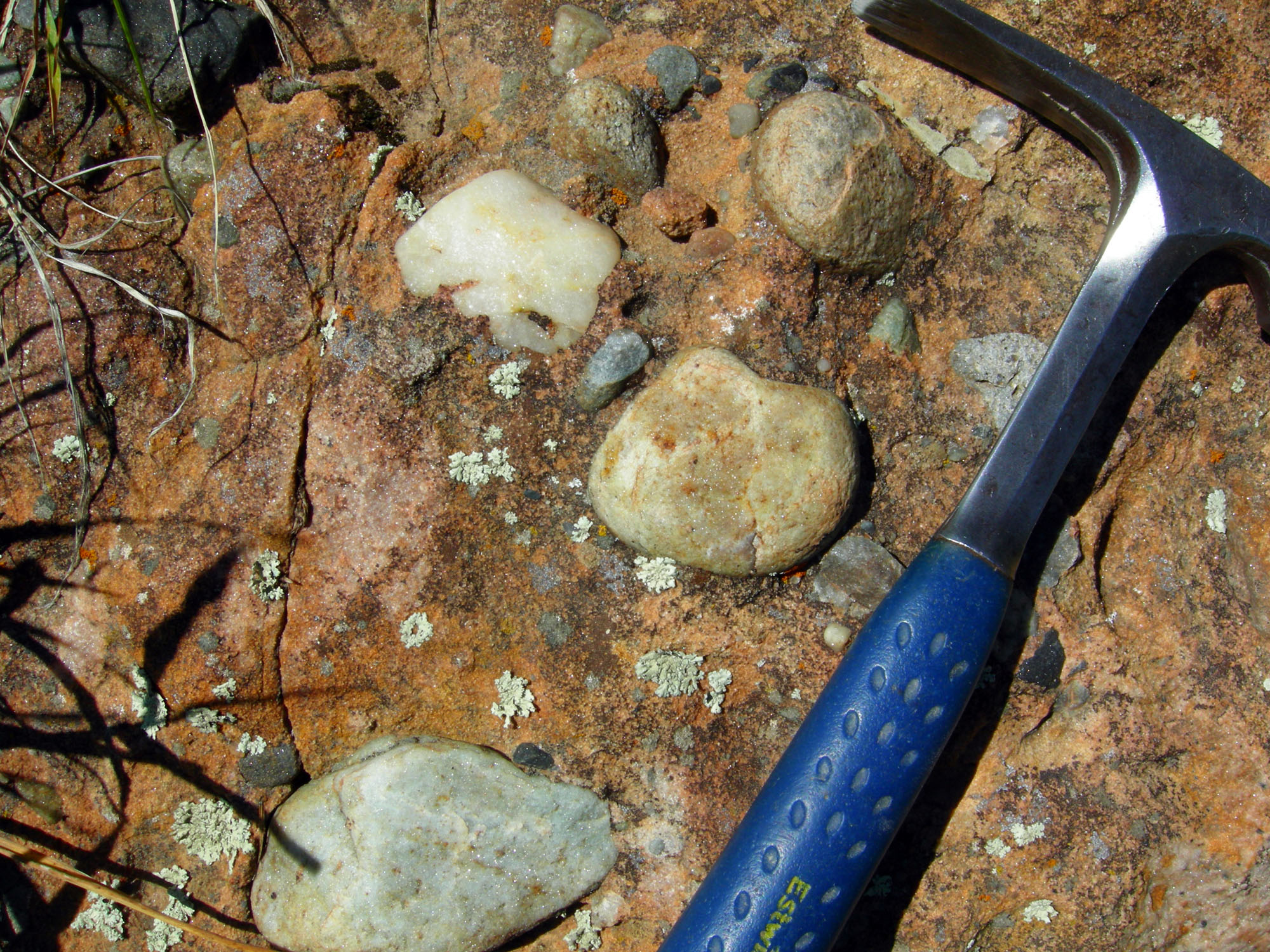
Conglomerado.

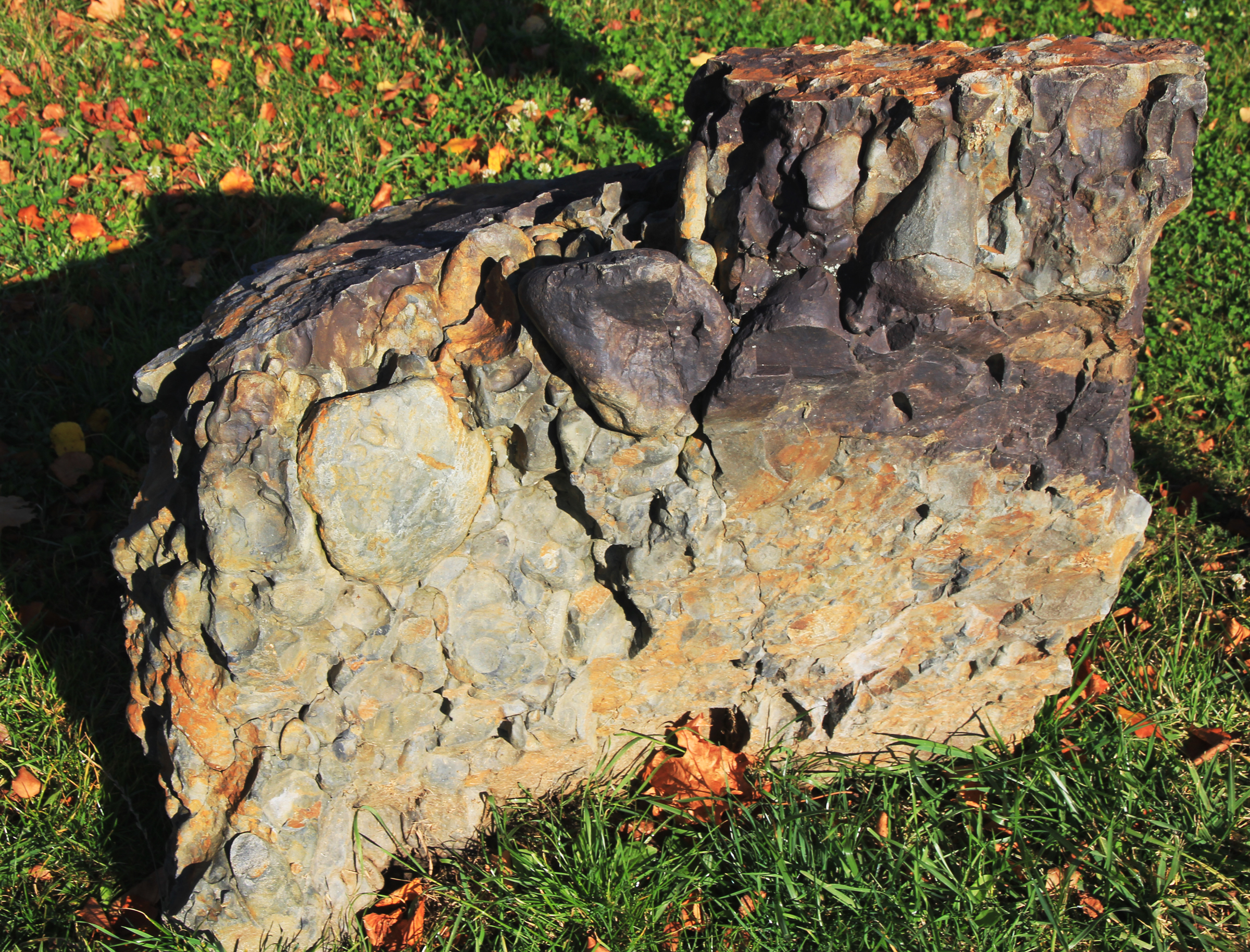
Conglomerado, Praha

Em geologia, um conglomerado ou rudito (do latim rūdus,i: 'pedra miúda misturada com cal, cascalho') é uma rocha sedimentar de tipo detrítico formada majoritariamente por clastos  e fragmentos arredondados de rochas preexistentes - grânulos, cujo diâmetro é maior que 2mm e menor que 4mm, conforme a escala de  Wentworth, sendo menores do que seixos e maiores do que areia grossa - unidos por um cimento de material calcário, óxido de ferro, sílica ou argila endurecida. Esses  clastos podem corresponder a qualquer tipo de rocha.
Um tipo de rocha similar são as brechas, mas estas se distinguem dos conglomerados por serem  compostas de clastos angulosos. Os conglomerados compõem menos de 1% das rochas sedimentares do mundo, considerando-se o  peso.
São ótimos marcadores da energia do depósito sedimentar onde foram formados, pois o tamanho e o arredondamento dos clastos variam conforme a energia. Servem de diagnóstico de mudanças bruscas na energia dos ambientes.

## Classificação
Os conglomerados recebem classificação quanto ao suporte e quanto aos tipos de clastos.

### Suporte

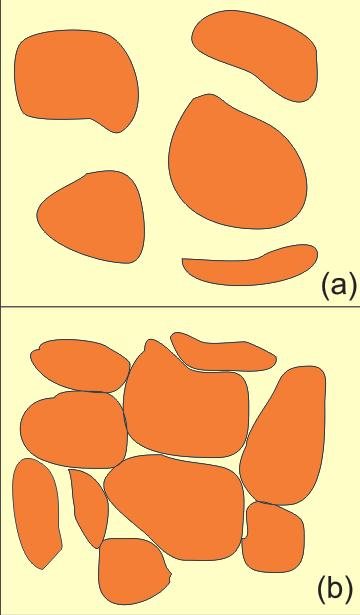
(a)Paraconglomerado. (b)Ortoconglomerado.

- Ortoconglomerado - Conglomerado suportado pelo arcabouço (clastos) com menos de 15% de matriz.
- Paraconglomerado - Conglomerado matriz suportado (mais de 15% de matriz). A matriz varia de grossa (grânulos e areia) até fina (silte a argila). Um paraconglomerado de matriz fina recebe o nome de diamictito.

### Tipos de Clastos
- Polimítico - Quando há clastos de diversos tipos de rocha e minerais.
- Oligomítico - Quando todos os clastos são de apenas um tipo de rocha ou minerais.
- Petromítico - Quando todos os clastos são originados na própria Bacia Sedimentar.

## Depósitos Sedimentares
Os depósitos sedimentares onde os conglomerados são mais provavelmente encontrados são:
- Leques aluviais
- Facíes turbidíticas
- Morenas